# Ragnar Persenius

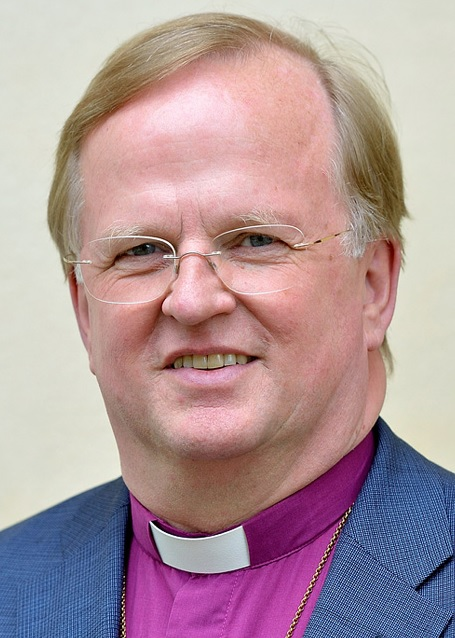
Ragnar Persenius

Per Ragnar Theodor Persenius (* 27. Juni 1952 in Uppsala) ist ein Bischof der lutherischen Schwedischen Kirche.

## Leben
Ragnar Persenius stammt aus einer Pfarrersfamilie. Nach seiner Schulzeit studierte Persenius Theologie. Seit 1973 ist Persenius lutherischer Pastor in Uppsala. 1988 erlangte Persenius den theologischen Doktorgrad in Lund mit einer Abhandlung über Kyrkans identitet. En studie i kyrkotänkandets profilering inom Svenska kyrkan i ekumeniskt perspektiv 1937–1952. Persenius wurde am 7. Mai 2000 Bischof im Bistum Uppsala, in dem Antje Jackelén seit 2014 lutherische Erzbischöfin ist. Persenius kandidierte ebenfalls 2014 für das Amt des Erzbischofs von Uppsala.
Ragnar Persenius legte am 24. Februar 2019 in einem Gottesdienst im Dom zu Uppsala den Bischofsstab nieder. Seine Nachfolgerin wurde Karin Johannesson.